# Frederick Charles Frank
Sir Frederick Charles Frank (Durban, 6 de março de 1911 — 5 de abril de 1998) foi um físico britânico.
Nasceu em Durban, África do Sul, e em seguida seus pais retornaram para a Inglaterra. Frequentou a Thetford Grammar School e a Ipswich School, e a partir de 1929 estudou química no Lincoln College, Oxford, com doutorado em engenharia na Universidade de Oxford. De 1936 a 1938 fez pós-doutorado em Berlim, trabalhando com Peter Debye.
Durante a Segunda Guerra Mundial trabalhou na "Chemical Defence Experimental Station" em Porton Down, Wiltshire, e em 1940 foi transferido para o "Assistant Directorate of Intelligence (Science)" do Ministério da Aeronáutica, comandado por seu amigo Reginald Victor Jones, onde permaneceu até o final da guerra.
Em seguida trabalhou no Departamento de Física da Universidade de Bristol, pesquisando sobre física do estado sólido, mas mudou o rumo de suas investigações para o deslocamento em cristais, e seu trabalho conjunto com W. K. Burton e Nicolás Cabrera demonstrou a importância dos deslocamentos na cristalogênese. Além dos defeitos em cristais seus interesses investigativos também foram voltados às propriedades mecânicas de polímeros, à teoria dos cristais líquidos e à mecânica do interior terrestre. Aposentado em 1976, continuou participando de conferências, publicando artigos e correspondendo-se com colegas até a década de 1990.
Foi eleito Membro da Royal Society em 1965, apresentando a Bakerian Lecture de 1973. Foi condecorado sir em 1977.

## Publicações selecionadas
- Wrinch, DM (1936). «The Pattern of Proteins». Nature. 137: 411–412. doi:10.1038/137411a0
- Frank, FC (1936). «Energy of Formation of 'Cyclol' Molecules». Nature. 138. 242 páginas. doi:10.1038/138242a0